# 启动台
啟動台（英語：Launchpad）是從Mac OS X Lion開始提供的預設應用，能讓用戶以從類似於iOS的SpringBoard的界面按一下圖示來啟動應用程式。在啟動台推出之前，用戶能以Dock、Finder、Spotlight或終端啟動應用。
自macOS Tahoe開始，啟動台由全新的「應用程式」介面取代，並且整合於Spotlight 搜尋中。

## 界面與使用方法
啟動台具有由應用程式圖示平鋪的界面，背景為模糊後的當前桌面背景。通常，這些應用程式位於/Applications、~/Applications及其子目錄下。用戶可以從App Store下載安裝應用，也可以從外部將應用拷貝進上述目錄（若拷貝於 /Applications則所有用戶都可以使用，而~/Applications僅當前用戶可以使用）。從App Store下載的應用，可以在Launchpad中長按圖示後、或按住Option鍵，使圖示「抖動」，點擊圖示左上角的刪除符號來卸載應用。在圖示抖動時，可以拖拽來排佈先後位置。
啟動台圖示排列通常為7列5欄，但一開始在Mac OS X Lion中為8列。透過終端機可以自定網格。
F4上的鍵被用做快速呼叫啟動台。在具有多點觸控軌跡板的Mac上也可以透過捏合四或五指呼叫（在「系統偏好設定」中可以自定）。

## 歷史
從OS X Mountain Lion開始新增了搜尋應用的功能。
OS X Mavericks中，展開文件夾後陳列的背景從先前的亞麻紋理變為深色的遮罩。這一版本並沒有跟隨同期iOS設計的變化。
OS X Yosemite後設計重新靠攏iOS。展開文件夾變為佔據大半部分螢幕的白色透明圓角矩形，同時也可容納多頁內容。
簡體中文下macOS High Sierra 10.13.2、繁體中文下macOS Mojave以後的版本中，Launchpad被稱作「啟動台」。
macOS Tahoe將移除啟動台，由全新的「應用程式」介面取代，該介面類似iOS的App 資料庫，將應用程式依照不同分類顯示，整合於Spotlight中。

## 外部連結
- 在 Mac 上使用“启动台” （页面存档备份，存于）